# Michael Kamen
Michael Kamen, né le 15 avril 1948 à New York et mort le 18 novembre 2003 à Londres, est un compositeur de musique américain. Il est connu pour ses compositions de films des années 1980 et 1990 avec les bandes originales des séries de films de succès de cette période comme Die Hard ou L'Arme fatale.

## Biographie
Michael Arnold Kamen a étudié dans la prestigieuse école de musique de Juilliard à New York, où il a appris le hautbois. Il est rapidement devenu chef d'orchestre.
C'est un des musiciens qui a le mieux réussi à marier la musique classique et le rock. Avec Marty Fulterman et Dorian Rudnytsky (en), il fonde le groupe New York Rock & Roll Ensemble (en) qui mêle rock et musique classique et publie cinq disques. Deux autres musiciens de rock, Brian Corrigan ant Clifton Nivison, complètent le groupe. Sous son nom mais avec plusieurs des mêmes musiciens (en plus de David Sanborn au saxophone alto), il publie le disque New York Rock en 1973.
À la télévision, il a composé pour la série de la BBC Edge of Darkness, où il a collaboré avec Eric Clapton. Les deux compères furent récompensés par un BAFTA Award pour leur travail. Il a aussi composé la musique des séries TV produites par HBO Frères d'armes et De la Terre à la Lune.
Michael Kamen a écrit onze ballets et a composé aussi de nombreuses bandes originales de films comme Brazil, Highlander, L'Arme fatale (pour lequel il a retrouvé Eric Clapton), Die Hard, Permis de tuer, Robin des Bois, prince des voleurs, X-Men et beaucoup d'autres.
En 1991, il a travaillé avec Metallica sur le Black Album (en particulier Nothing Else Matters) et en 1999 sur le concert symphonique d'où est tiré l'album S&M. Toujours en 1991, il a donné un concert avec Aerosmith pour les 10 ans de MTV. Il a également collaboré avec Pink Floyd sur les albums The Wall et The Final Cut ainsi que Roger Waters sur The Pros and Cons of Hitch Hiking. Ainsi que Sting, David Bowie, Kate Bush, Bryan Adams, Queen, Eurythmics, Queensryche, Rush, Herbie Hancock, ou encore Lenny Kravitz.
Son rôle dans Professeur Holland, dans lequel un compositeur frustré s'accomplit comme un professeur de musique, a poussé Kamen à créer The Mr Holland Opus Foundation en 1996. La fondation soutient l'enseignement de la musique à travers la donation d'instruments de musique neufs ou usagés, pour les étudiants américains. En 2005, la fondation a créé un fonds d'aide pour les écoles et les étudiants victimes de l'ouragan Katrina.
En 1998, Michael Kamen publie un concerto pour guitare électrique dont le soliste est le guitariste japonais Tomoyasu Hotei.
Michael Kamen a été nommé deux fois aux Oscars et a remporté 4 Grammy Awards, 2 Golden Globe Awards, 2 Ivor Novello Awards, un Annie ainsi qu'un Emmy Award.
Michael Kamen souffrait d'une sclérose en plaques. Il mourut d'une crise cardiaque dans son appartement londonien le 18 novembre 2003, laissant seules sa femme, Sandra Keenan-Kamen et deux filles, Sasha et Zoé. Il travaillait alors sur l'album de Kate Bush Aerial, qui sortira finalement en novembre 2005.

## Discographie
Avec le New York Rock & Roll Ensemble
- 1968 : New York Rock & Roll Ensemble
- 1969 : Faithful Friends
- 1970 : Reflections  (avec Manos Hadjidakis)
- 1971 : Roll Over
- 1972 : Freedomburger

Solo
- 1973 : New York Rock

## Compositions

### Cinéma

#### Années 1970
- 1976 : The Next Man de Richard C. Sarafian
- 1977 : Les risque-tout (Stunts) de Mark L. Lester
- 1979 : Boardwalk de Stephen Verona

#### Années 1980
- 1980 : Nom de code: S.H.E. (S+H+E: Security Hazards Exper) de Robert Michael Lewis
- 1981 : Polyester de John Waters
- 1981 : Venin de Piers Haggard
- 1983 : Angelo My Love de Robert Duvall
- 1983 : Dead Zone de David Cronenberg
- 1985 : Lifeforce de Tobe Hooper (musique additionnelle pour la version US)
- 1985 : Brazil de Terry Gilliam
- 1986 : Highlander de Russell Mulcahy
- 1986 : Mona Lisa de Neil Jordan
- 1986 : Shanghai Surprise de Jim Goddard
- 1987 : L'Arme fatale (Lethal Weapon) de Richard Donner
- 1987 : Rita, Sue and Bob Too d'Alan Clarke
- 1987 : Nuit de folie (Adventures in Babysitting) de Chris Columbus
- 1987 : Traquée (Someone to Watch Over Me)  de Ridley Scott
- 1987 : Suspect dangereux (Suspect) de Peter Yates
- 1988 : Action Jackson de Craig R. Baxley
- 1988 : Pour la gloire (For Queen & Country) de Martin Stellman
- 1988 : Crusoe de Caleb Deschanel
- 1988 : Piège de cristal (Die Hard) de John McTiernan
- 1988 : Homeboy de Michael Seresin
- 1988 : The Raggedy Rawney de Bob Hoskins
- 1988 : Les Aventures du Baron de Münchhausen (The Adventures of Baron Munchausen) de Terry Gilliam
- 1988 : Dead Bang de John Frankenheimer (musique additionnelle)
- 1989 : Rooftops de Robert Wise
- 1989 : Road House de Rowdy Herrington
- 1989 : Flic et Rebelle (Renegade) de Jack Sholder
- 1989 : Permis de tuer (Licence to Kill) de John Glen
- 1989 : L'Arme fatale 2 (Lethal Weapon 2) de Richard Donner

#### Années 1990
- 1990 : Les Frères Krays (The Krays) de Peter Medak
- 1990 : Cold Dog Soup d'Alan Metter
- 1990 : 58 minutes pour vivre (Die Hard 2 : Die Harder) de Renny Harlin
- 1991 : Tribunal fantôme (Nothing But Trouble) de Dan Aykroyd
- 1991 : Hudson Hawk, gentleman et cambrioleur (Hudson Hawk) de Michael Lehmann (co-compositeur avec Robert Kraft)
- 1991 : Robin des Bois, prince des voleurs (Robin Hood: Prince of Thieves) de Kevin Reynolds
- 1991 : Company Business de Nicholas Meyer
- 1991 : L'Âge de vivre (Let Him Have It) de Peter Medak
- 1991 : Le Dernier Samaritain (The Last Boy Scout) de Tony Scott
- 1992 : Une lueur dans la nuit (Shining Through) de David Seltzer
- 1992 : L'Arme fatale 3 (Lethal Weapon 3) de Richard Donner
- 1992 : Blue Ice de Russell Mulcahy
- 1993 : Grandeur et descendance (Splitting Heirs) de Robert Young
- 1993 : Last Action Hero de John McTiernan
- 1993 : Mise à feu (Wilder Napalm) de Glenn Gordon Caron
- 1993 : Les Trois Mousquetaires (The Three Musketeers) de Stephen Herek
- 1995 : Don Juan DeMarco de Jeremy Leven
- 1995 : Le Cercle des amies (Circle of Friends) de Pat O'Connor
- 1995 : Une journée en enfer (Die Hard With a Vengeance) de John McTiernan
- 1995 : Stonewall de Nigel Finch
- 1995 : Professeur Holland (Mr. Holland's Opus) de Stephen Herek
- 1996 : Jack de Francis Ford Coppola
- 1996 : Les 101 Dalmatiens (101 Dalmatians) de Stephen Herek
- 1997 : Les Années rebelles (Inventing the Abbotts) de Pat O'Connor
- 1997 : Remember Me ? de Nick Hurran
- 1997 : Event Horizon de Paul W. S. Anderson
- 1997 : L'Invitée de l'hiver (The Winter Guest) d'Alan Rickman
- 1998 : L'Arme fatale 4 (Lethal Weapon 4) de Richard Donner
- 1998 : Au-delà de nos rêves (What Dreams May Come) de Vincent Ward
- 1999 : Le Géant de fer (The Iron Giant) de Brad Bird

#### Années 2000
- 2000 : Fréquence interdite (Frequency) de Gregory Hoblit
- 2000 : X-Men de Bryan Singer
- 2004 : Open Range de Kevin Costner
- 2004 : Dans les cordes (Against the Ropes) de Charles S. Dutton
- 2004 : Le Monde fabuleux de Gaya (Back to Gaya) de Lenard Fritz Krawinkel et Holger Tappe
- 2004 : Des étoiles plein les yeux (First Daughter) de Forest Whitaker (musique de Blake Neely sur les thèmes ébauchés par Michael Kamen[4])

### Télévision

#### Séries télévisées
- 1985 : Edge of Darkness (6 épisodes)
- 1986 : Histoires fantastiques (Amazing Stories: Book Four) (épisode Miroir, miroir (Mirror, Mirror))
- 1992-1993 : Les Contes de la crypte (Tales from the Crypt) (4 épisodes)
- 1998 : De la Terre à la Lune (From the Earth to the Moon) (3 épisodes)
- 2001 : Frères d'armes (Band of Brothers) créée par Tom Hanks et Steven Spielberg (mini-série) (10 épisodes)

#### Téléfilms
- 1976 : Liza's Pioneer Diary de  Nell Cox
- 1986 : Shoot for the Sun d'Ian Knox
- 1991 : Two-Fisted Tales (segment Showdown de Richard Donner)
- 1995 : The First 100 Years: A Celebration of American Movies (documentaire) de Chuck Workman
- 1997 : The Heart Surgeon d'Audrey Cooke

### Œuvres de concert
- 1990 : Concerto For Saxophone, avec David Sanborn au saxophone
- 1991 : Michael Kamen: Concert for Saxophone (Vidéo - Documentaire)
- 1991 : Eric Clapton: 24 Nights
- 1997 : Eric Clapton: Live in Hyde Park
- 1997: MTV Unplugged with Bryan Adams
- 1998 : Guitar Concerto, avec Tomoyasu Hotei en tant que soliste
- 1999 : S & M: Metallica with Michael Kamen Conducting the San Francisco Symphony Orchestra de Wayne Isham
- 2001 : The New Moon in the Old Moon's Arms - Symphonic Poem
- 2002 : Quintet (Canadian Brass)

## Film dédié
Le film de Forest Whitaker Des étoiles plein les yeux (First Daughter) lui est dédié.